# Spanish International 1995
Die Spanish International 1995 im Badminton fanden vom 15. bis zum 17. Dezember 1995 statt. Es war die 17. Auflage des Turniers.

## Sieger und Platzierte
| Disziplin    | Gold                                      | Silber                           | Bronze                                     |
| ------------ | ----------------------------------------- | -------------------------------- | ------------------------------------------ |
| Herreneinzel | Ricardo Fernandes                         | David Serrano                    | Hannes Fuchs                               |
| Herreneinzel | Ricardo Fernandes                         | David Serrano                    | Jean-Frédéric Massias                      |
| Dameneinzel  | Doris Piché                               | Wang Yuyu                        | Charmaine Reid                             |
| Dameneinzel  | Doris Piché                               | Wang Yuyu                        | Esther Sanz                                |
| Herrendoppel | Árni Þór Hallgrímsson Broddi Kristjánsson | Hugo Rodrigues Marco Vasconcelos | Ricardo Fernandes Fernando Silva           |
| Herrendoppel | Árni Þór Hallgrímsson Broddi Kristjánsson | Hugo Rodrigues Marco Vasconcelos | Ernesto García Arturo Ruiz López           |
| Damendoppel  | Dolores Marco Esther Sanz                 | Ana Ferreira Adrienn Kocsis      | Patricia PérezPatricia Perez Maria Torres  |
| Damendoppel  | Dolores Marco Esther Sanz                 | Ana Ferreira Adrienn Kocsis      | Martine de Souza Marie-Josephe Jean-Pierre |
| Mixed        | Hugo Rodrigues Ana Ferreira               | Ernesto García Esther Sanz       | Tjitte Weistra Adrienn Kocsis              |
| Mixed        | Hugo Rodrigues Ana Ferreira               | Ernesto García Esther Sanz       | Arturo Ruiz López Dolores Marco            |

## Finalergebnisse
| Disziplin    | Sieger                                    | Finalist                         | Ergebnis           |
| ------------ | ----------------------------------------- | -------------------------------- | ------------------ |
| Herreneinzel | Ricardo Fernandes                         | David Serrano                    | 8–15, 15–11, 15–11 |
| Dameneinzel  | Doris Piché                               | Wang Yuyu                        | 3–11, 11–5, 11–7   |
| Herrendoppel | Árni Þór Hallgrímsson Broddi Kristjánsson | Hugo Rodrigues Marco Vasconcelos | 15–6, 15–12        |
| Damendoppel  | Dolores Marco Esther Sanz                 | Ana Ferreira Adrienn Kocsis      | 15–4, 15–6         |
| Mixed        | Hugo Rodrigues Ana Ferreira               | Ernesto García Esther Sanz       | 15–5, 15–5         |